# 키치너 모병 포스터

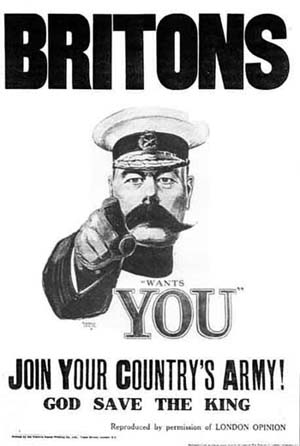
1914 신병 모집 포스터. 표제에는 "Britons: Lord Kitchener Wants You. Join Your Country's Army! God save the King."이라는 글이 적혀 있다.

키치너 모병 포스터(Lord Kitchener Wants You)는 제1차 세계 대전 중에 만든 영국군의 모병 포스터이다. 정면을 향한 얼굴 (육군 장관 허레이쇼 허버트 키치너) 모습과 〈조국이 그대를 원한다〉(BRITONS WANTS YOU)라는 유명한 표어가 적혀 있는 임펙트가 있는 디자인이며, 미군을 비롯해 각 국에서 모방되었다. 또한 이 포스터를 이용한 모병 캠페인을 통해 1914년 48만명이 군에 지원하여 키치너 군이 만들어졌다.

## 알프레드 리트의 원판

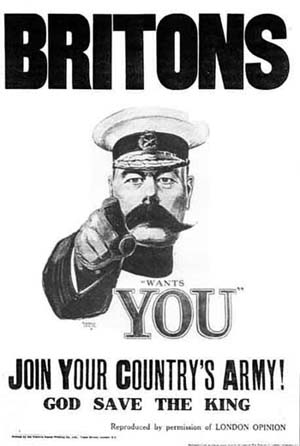
"Britons (키치너 경) Wants YOU" 포스터, 1914년 9월
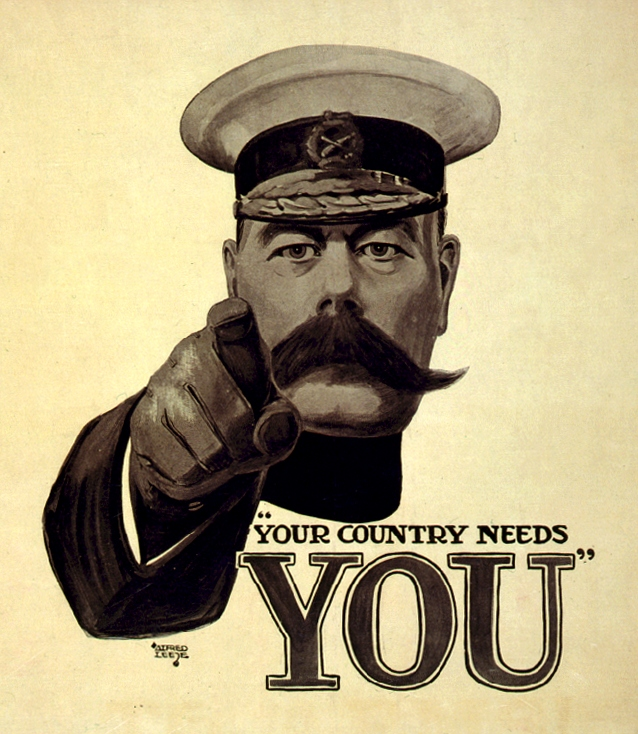
또 다른 키치너 포스터, "Your Country Needs YOU", 1914년

## 모방
보는 이들을 가리키는 키치너의 그림은 많은 이들에 의해 모방되었다.

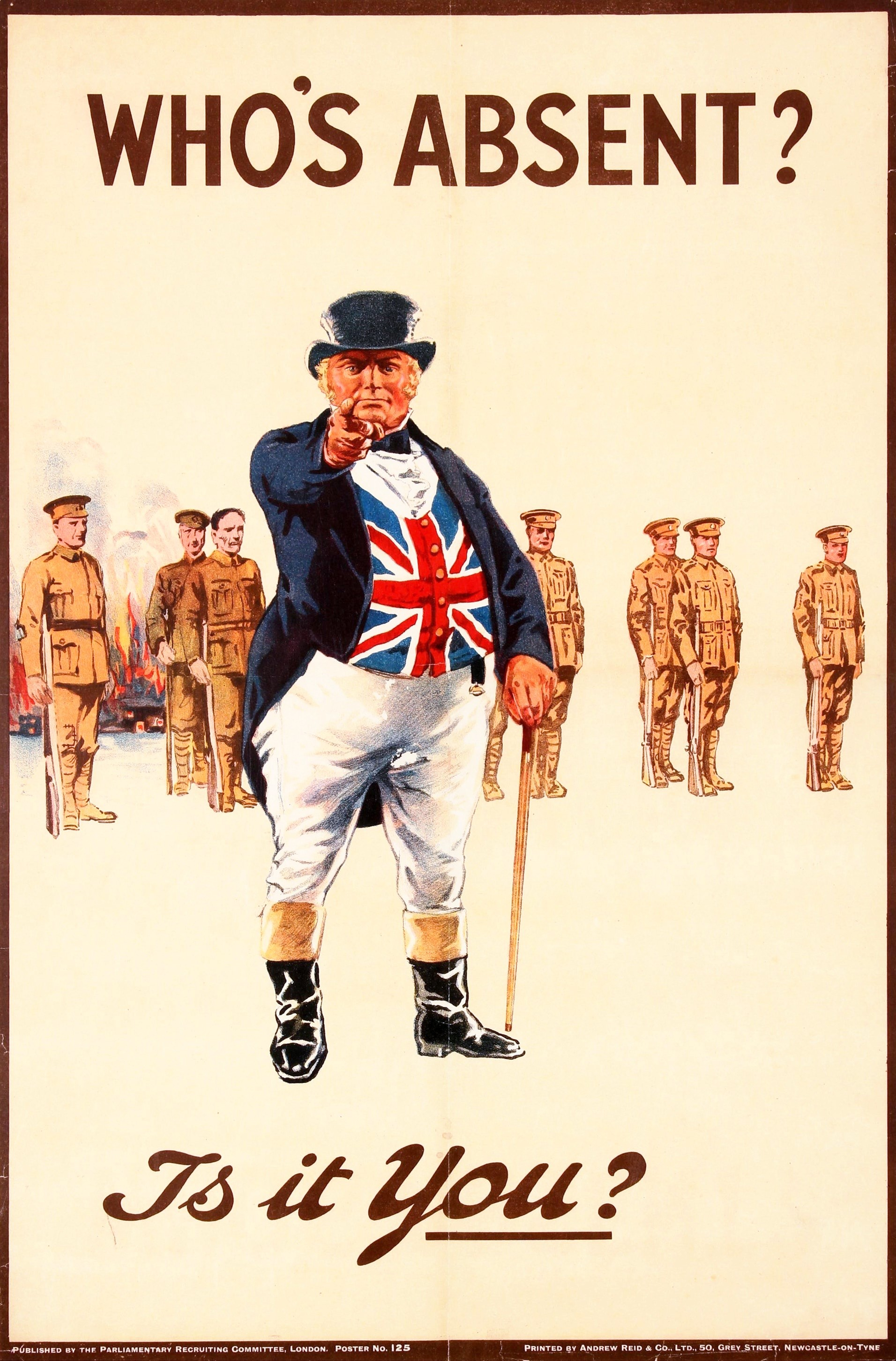
영국의 1차 세계대전 포스터, 국가 의인화 인물인, 존 불을 보여주고 있다, c1915. "Who's Absent? Is it YOU?"
미국, 1917. 1,2차 세계대전 때 사용된 J. M. 플래그의 엉클 샘 포스터, "I Want YOU for U.S. Army"
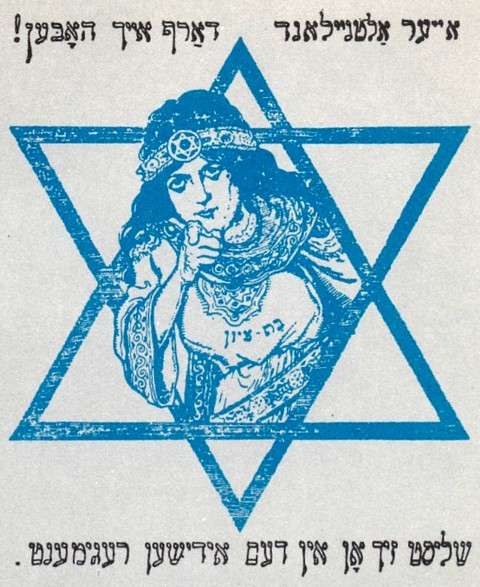
미국, 1차 세계대전. Daughter of Zion (in Yiddish): "Your Old New Land must have you! Join the Jewish regiment"
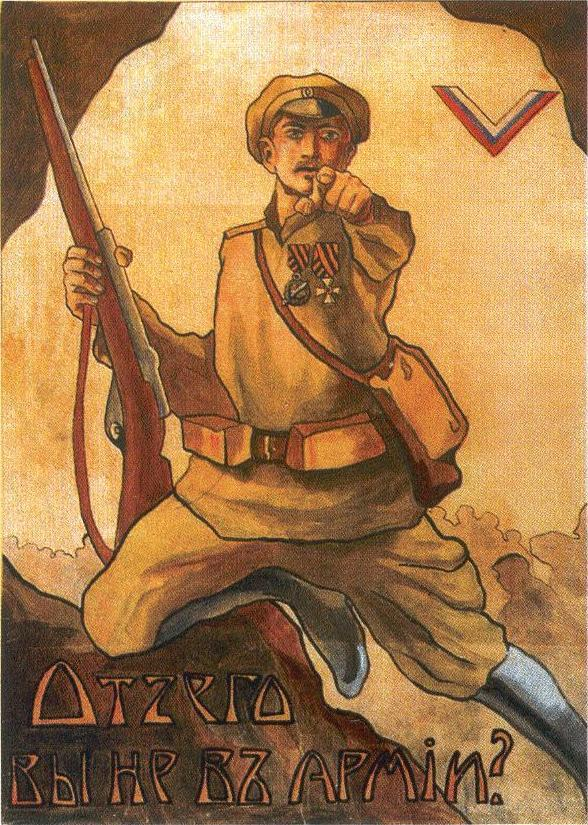
러시아 백군 신병모집 포스터, 1919. "Why aren't you in the army?"
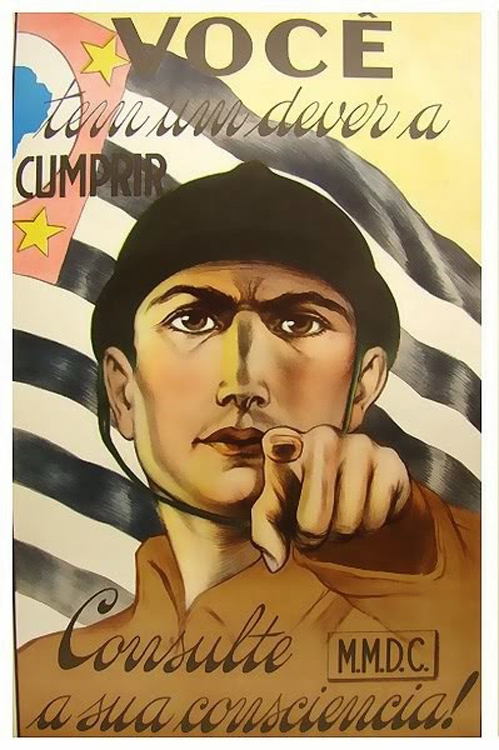
브라질 Constitutionalist Revolution recruitment poster, 1932. "You have a duty to fulfill. Ask your conscience!"
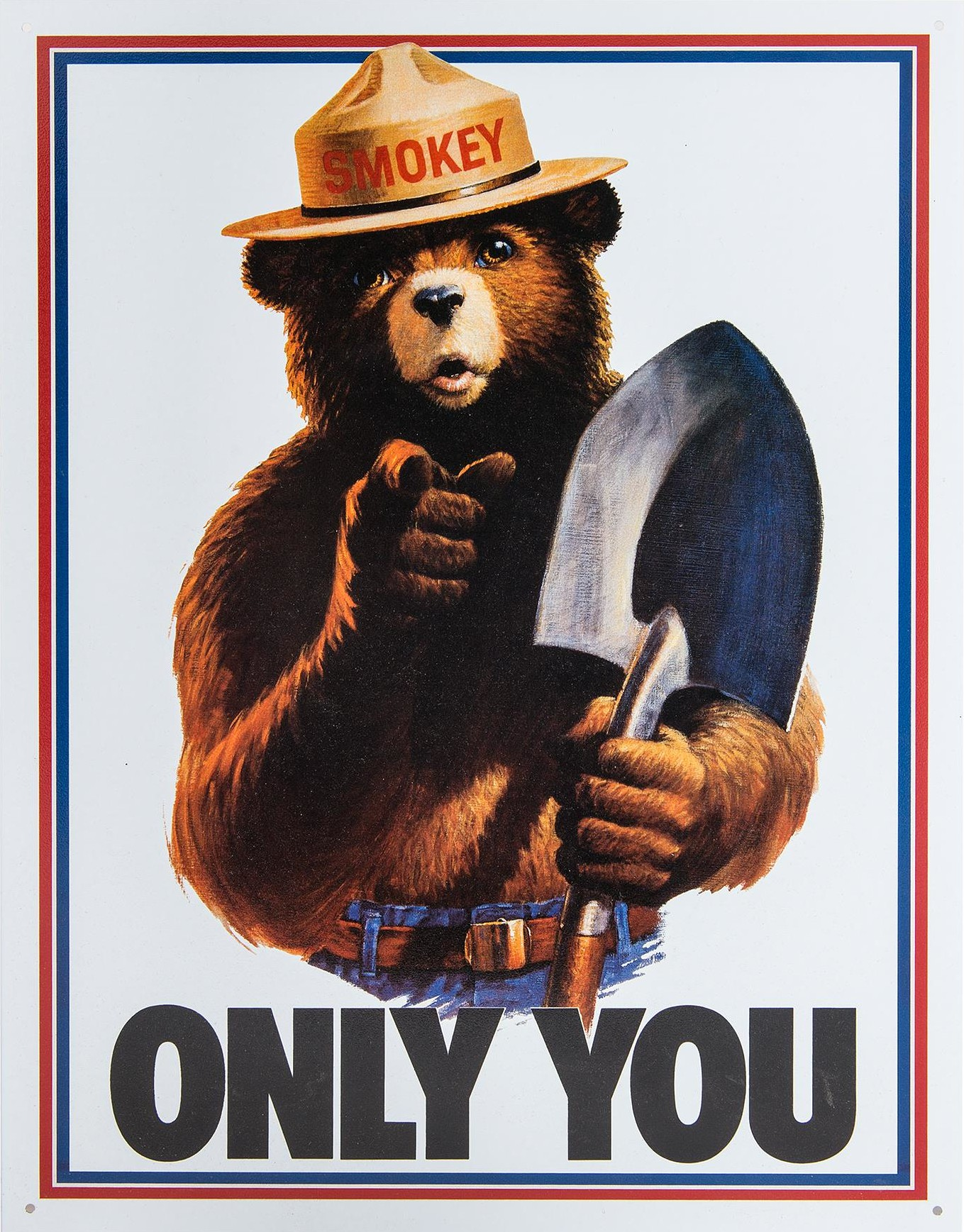
미국 1985 스모키 베어 포스터. The "Only You" refers to his famous quotation, "Only You Can Prevent Forest Fires"

## 읽어 보기
- Carlo Ginzburg, 2001, "'Your Country Needs You': A Case Study in Political Iconography" History Workshop Journal, Issue 52, 1-22
- Martyn Thatcher & Anthony Quinn, 2013, "'The Amazing Story of the Kitchener Poster" Funfly Design, Winsford Cheshire